# Acanthodelta spectatura
Acanthodelta spectatura là một loài bướm đêm trong họ Noctuidae.